# Олена Глурджидзе
Олена Глурджидзе — грузинська артистка балету, прима-балерина Англійського Національного Балету.

## Біографія
Олена Глурджидзе народилася в Тбілісі у сім'ї грузинського вченого. У 7 років почала навчання в Школі мистецтв, а з 10 років прийнята в Тбіліське хореографічне училище.
У віці 12 років почала навчатися у престижній Академії російського балету імені А. Я. Ваганової як учениця великої балерини Любов Кунакової, яка тренувала її.
У 1998 році вона виграла 8-й Паризький міжнародний конкурс солістів. У 2002 році стала солісткою Англійського національного балету, а з 2007 року — прима цього балету.
У 2007 році, за результатами щорічного опитування Ballet.co.uk, Олена Глурджидзе стала кращою танцівницею Англійського Національного Балету.
У 2009 році паризький кутюр'є Карл Лагерфельд представив ексклюзивну пачку Chanel для зірки світового балету грузинки Олени Глурджидзе.